# 根压
根压（英語：Root pressure）指的是植物通过消耗能量，通过主动运输离子，水分随浓度差往上沿木质部运动的生理过程。根压是植物体除蒸腾作用外第二个为水分逆重力流动提供动力的过程。此压力是在植物根部产生。
不同植物能产生的最大根压不同，一般介于0.05-0.5MPa。
水和溶解其中的离子通过质外体（Apoplast）到达根的内皮层（Endodermis），为内皮层细胞间的凯氏带所阻，不能自由扩散到内面，即根系对溶液的吸收有选择性。
内皮细胞上载体蛋白选择性地运载离子。离子于是从质外体途径进入到共质体途径。此过程离子是逆浓度运输，植物需要消耗ATP以完成这一过程。离子运动的结果，造成内皮层离子浓度高于外面。水分自然会随着浓度梯度往中柱流动，进入木质部，被往上引导到植物的其他器官。
根压可以通过两个现象证明。一是吐水现象（Guttation），指的是在潮湿的夜晚，植物蒸腾作用因湿度大而被抑制。植物通过根压提供水分往上运输的动力。黎明时分可看到植物叶面上布有水滴。二是溢泌（又称伤流）现象（esudation，exuding或bleeding） ，当横向截断靠近地面的植物的茎，会发现切口上有液滴溢出。流出的液体称为伤流液，即植物木质部的溶液，一般含有少量无机盐，有机物和植物激素。